# Arne Rautenberg

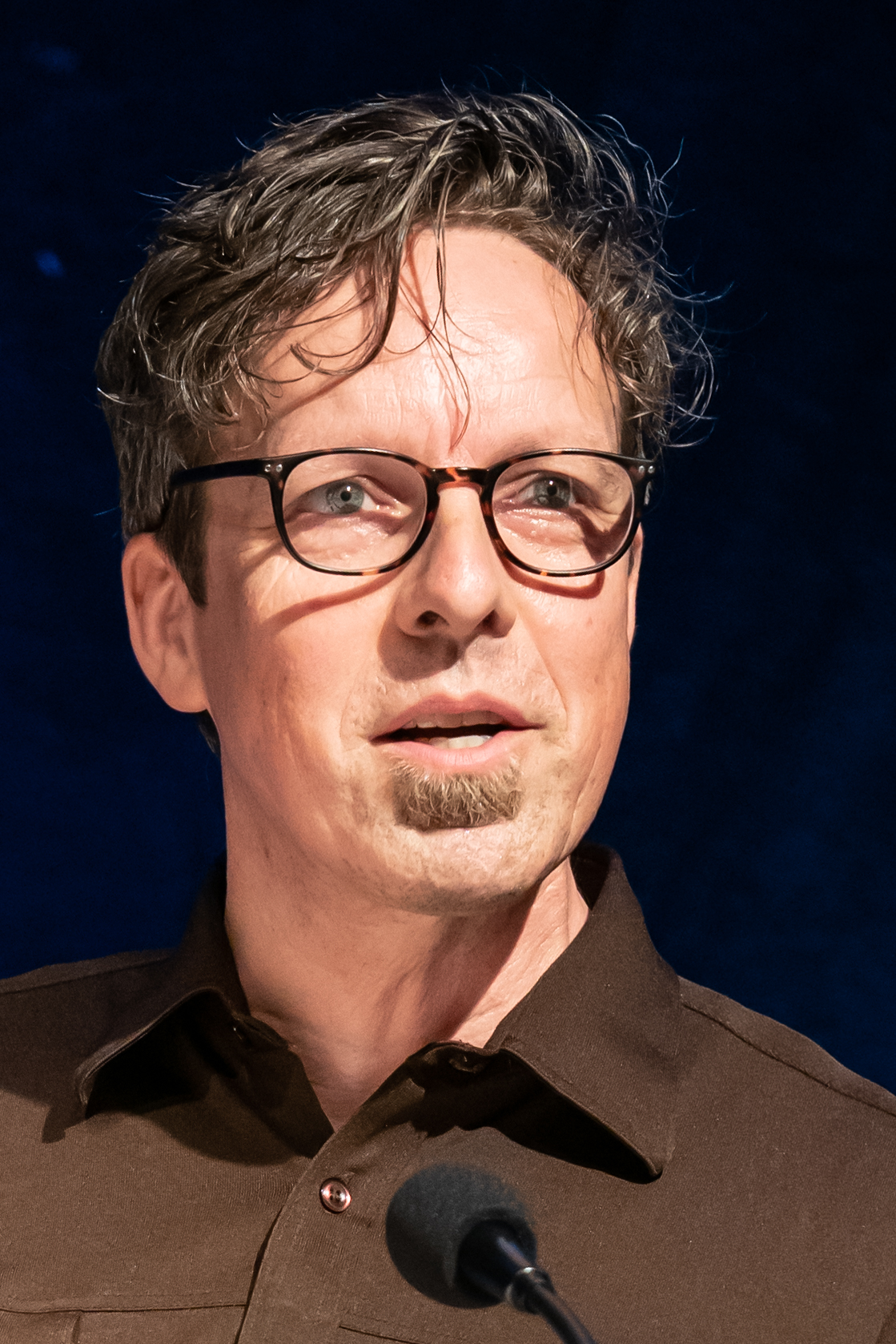
Arne Rautenberg 2018

Arne Rautenberg (* 10. Oktober 1967 in Kiel) ist ein deutscher Dichter und Künstler.

## Leben und Werk
Rautenberg studierte Kunstgeschichte, Neuere Deutsche Literaturwissenschaft und Volkskunde an der Christian-Albrechts-Universität zu Kiel, lebt nach wie vor in seiner Geburtsstadt und ist seit 2000 freier Schriftsteller und Künstler. Er schreibt Gedichte, Essays und arbeitet für verschiedene Feuilletons; sein literarisches Hauptbetätigungsfeld ist die Lyrik. Gedichte sind in mehreren Einzeltiteln sowie in zahlreichen Anthologien (Reclams Buch der deutschen Gedichte, Der ewige Brunnen, Jahrbuch der Lyrik) und Zeitschriften (FAZ, Die Zeit, Akzente) erschienen. Zudem sind viele seiner Gedichte in Schulbücher aufgenommen worden. Rautenberg arbeitet im bildkünstlerischen Bereich an Collagen und großflächigen Schriftinstallationen in Räumen, die in mehreren Ausstellungen im In- und Ausland gezeigt wurden. 2017 wurde Rautenberg in die Deutsche Akademie für Sprache und Dichtung gewählt und 2018 in die Deutsche Akademie für Kinder- und Jugendliteratur.

## Auszeichnungen und Stipendien

### Preise
- 2025: Kay-Hoff-Preis für Sprache und Dichtung
- 2024 The 6th "Kapok Cup", Neo-Inspironationalist Poetry Prize, Macao, China[2]
- 2022/23  Rompreis der Deutschen Akademie - Villa Massimo[3]
- 2020 Kulturpreis der Stadt Kiel
- 2018 Leselenz-Preis der Thumm-Stiftung für Junge Literatur[4]
- 2016 Josef-Guggenmos-Preis
- 2001 Christine Lavant-Publikumspreis

### Stipendien
- 2022 Literatur Fellow auf der Raketenstation Hombroich
- 2020 Calwer Hermann-Hesse-Stipendium
- 2018 Writer in Residence, Krems an der Donau[5]
- 2011 Aufenthaltsstipendium der Künstlerresidenz Chretzeturm, Stein am Rhein
- 2009 Arbeitsstipendium des Landes Schleswig-Holstein
- 2005 Aufenthaltsstipendium im Kloster Cismar
- 2004 Aufenthaltsstipendium im Brecht-Haus, Svendborg (Dänemark)
- 2003 Aufenthaltsstipendium der Künstlerresidenz Chretzeturm, Stein am Rhein
- 2000 Arbeitsstipendium des Bundespräsidialamtes
- 2000 Stipendium für hochbegabten Schriftstellernachwuchs des Nordkolleg Rendsburg und der Arno Schmidt Stiftung
- 1999 Stipendium des Klagenfurter Literaturkurses
- 1996/97 Jahresstipendium des Landes Schleswig-Holstein

### Dozenturen, Lehraufträge und Lectures
- 2025 Frankfurter Autor*innenvorträge zur Kinder und Jugendliteratur an der Goethe-Universität in Frankfurt am Main
- 2025 Schreiblesezentrum Universität Münster
- 2024 Joseph-Breitbach-Poetikdozentur
- 2020 Hildesheimer Poetikvorlesung
- 2020 Deutsches Literatur Institut Leipzig
- 2020 Friedrich-Schiller-Universität Jena
- 2019 Amt der Steiermärkischen Landesregierung Graz
- 2016 Pädagogische Hochschule Ludwigsburg
- 2013 Liliencron-Dozentur für Lyrik an der Christian Albechts-Universität in Kiel
- 2006 Lehrauftrag Muthesius Kunsthochschule Kiel (bis 2020)

## Werke

### Lyrik
- rome suite rome, Ein Gedicht, Edition Deutsche Akademie Villa Massimo, Rom 2024, ISBN 979-1-28096-216-4.
- @₿ ©, Visuelle Poesie, Redfoxpress, Achill Island, Irland 2024.
- sekundenfrühling, Gedichte, Mit einem Nachwort von Durs Grünbein, Wunderhorn, Heidelberg 2023, ISBN 978-3-88423-699-4.
- ein brief an enzo cucchi / una lettera a enzo cucchi, Gedichte deutsch/italienisch, Künstlerbuch mit Zeichnungen von Enzo Cucchi, Edition Villa Massimo, Rom 2023.
- betrunkene wälder, Gedichte, Wunderhorn, Heidelberg 2021, ISBN 978-3-88423-647-5.
- F L Y - Arne Rautenberg betextet Werke der Sammlung, Katalog, Städtische Galerie Delmenhorst, Muthesius Kunsthochschule, 284 S., Kiel 2020, ISBN 978-3-944683-31-7.
- permafrost, Gedichte, Wunderhorn, Heidelberg 2019, ISBN 978-3-88423-614-7.
- nulluhrnull, LYRIKPAPYRI, Edition Voss/Horlemann, Angermünde 2017, ISBN 978-3-89502-402-3., Wuppertal 2016, ISBN 978-3-7795-0551-8.
- da du duden!, In de Bonnefant, mit CD, 12 S., Maastricht 2015.
- seltene erden, LYRIKPAPYRI, Edition Voss/Horlemann, Berlin 2014, ISBN 978-3-89502-383-5.
- pro test, Visuelle Poesie, Redfoxpress, Dugort, County Mayo/Irland 2013.
- mundfauler staub, LYRIKPAPYRI, Edition Voss/Horlemann, Leipzig/Berlin 2012, ISBN 978-3-89502-341-5.
- snapdragon, Gedichte deutsch-englisch (Übersetzt von Ken Cockburn), Caseroom Press, Lincoln UK 2012.
- was lucy in the sky mit ihren diamonds macht, Hybridenverlag, Berlin 2011.
- Yeah! Visuelle Poesie, Redfoxpress, Dugort, County Mayo/Irland 2010.
- gebrochene naturen: Gedichte, luxbooks, Frankfurt am Main 2009.
- Poemas No Escritos - Ungeschriebene Gedichte, Edición Bilingue, Translated by Juan Andrés García Román, Colección Cosmopoética 2009.
- lustmord, Gedichte, mit Zeichnungen von Thomas Palme, Cordel, Kiel 2009.
- neunmalneun blutsbrüder betreun - kindergedichte für erwachsene, mit Zeichnungen von Jonathan Meese, Umtriebpresse, Kiel 2008.
- HONEY MAKES THE WORLD GO ROUND, Optische Gedichte, Umtriebpresse, Kiel 2007.
- vermeeren, Gedichte und Collagen, hg. von Andy Lim, Darling Publications, Köln 2006.
- einblick in die erschaffung des rades, Gedichte, hg. von Dieter M. Gräf und Andy Lim, Darling Publications, Köln 2004.
- alle hebel umgelegt auf faulen fisch, Gedichte, Konrad Kirsch Verlag, Sulzbach 1999.
- DAR ERNST DIS LOBUNS, Gedichte, hg. von Karl Riha und Siegfried J. Schmidt, experimentelle texte, Siegen 1997.
- Neondämmerlicht, Gedichte, Bunte Raben Verlag, Lintig-Meckelstedt 1996.

### Lyrik für Kinder
- über die mühen von eis essenden kühen, (mit Illustrationen von Susanne Göhlich), PIXI-Buch, Carlsen Verlag, Hamburg 2024, ISBN 978-3-551-03929-3.
- mut ist was gutes, Gedichte zu Bildern von Wolf Erlbruch, (mit Illustrationen von Wolf Erlbruch), Peter Hammer Verlag, Wuppertal 2023, ISBN 978-3-7795-0712-3.
- dieser tag ist mein freund: Gedichte für die guten Minuten, (mit Illustrationen von Nadia Budde), Peter Hammer Verlag, Wuppertal 2023, ISBN 978-3-7795-0698-0.
- fünfzehn kilo kolibri: Gedichte zum Abheben, (mit Illustrationen von Katrin Stangl), Peter Hammer Verlag, Wuppertal 2021, ISBN 978-3-7795-0667-6.
- kuddelmuddel remmidemmi schnickschnack, Gedichte für alle!, (mit Illustrationen von Nadia Budde), Peter Hammer Verlag, Wuppertal 2020, ISBN 978-3-7795-0650-8.
- vier kerzen drei könige zwei augen ein stern, 24 Weihnachtsgedichte (mit Illustrationen von Katrin Stangl), Peter Hammer Verlag, Wuppertal 2019, ISBN 978-3-7795-0620-1.
- rotkäppchen fliegt rakete, neue gedichte für kinder (mit Zeichnungen von Jens Rassmus), Peter Hammer Verlag, Wuppertal 2017, ISBN 978-3-7795-0580-8.
- unterm bett liegt ein skelett, gruselgedichte für mutige kinder (mit Illustrationen von  Nadia Budde), Peter Hammer Verlag (2016), ISBN 978-3-7795-0551-8.
- montag ist mützenfalschrumtag, Gedichte für Kinder (mit Zeichnungen von Jens Rassmus), Peter Hammer Verlag, Wuppertal 2014, ISBN 978-3-7795-0497-9.
- supermann im supermarkt, Gedicht in zwölf Bildern (illustriert von Eva Muggenthaler), Peter Hammer Verlag, Wuppertal 2012.
- der wind lässt tausend hütchen fliegen, Gedichte für Kinder, Boje, Köln 2010.

### Prosa
- Der Sperrmüllkönig, Roman, Hoffmann und Campe, Hamburg 2002.

### Essays
- »Ich habe Emily Dickinson zwischen die Rippen meiner Heizung in San Francisco geklemmt«. Über Richard Brautigan. Reihe Zwiesprachen der Lyrik Kabinett. Wunderhorn, Heidelberg 2018. ISBN 978-3-88423-598-0.

### Herausgeberschaften
- Du darfst den Kuchen auch versuchen Josef Guggenmos - vierzehn Gedichte + Interpretationen (Hrsg. Arne Rautenberg und Kai Sina), Verlag Sankt Michaelsbund, München (2022)
- Punk Stories (Hrsg. Thomas Kraft, Alexander Müller, Arne Rautenberg), Verlag LangenMüller, München (2011)
- Das Gedicht, Jahrbuch für Lyrik, Essay und Kritik, Bd. 19, Götterschöner Freudefunken (Hrsg. Anton G. Leitner & Arne Rautenberg), Verlag Anton G. Leitner, Weßling (2011)

## Ausstellungen

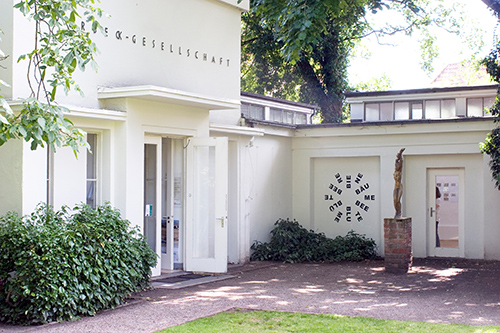
Schriftinstallation in der Overbeck-Gesellschaft Lübeck 2012

- 2023 Festa dell´Arte, Villa Massimo Rom
- 2023 Stubenhocker, Galerie Roy Zülpich.
- 2021 WASTE ART, Johannes Kepler Universität Linz
- 2021 KiöR, Kunstverein Wolfenbüttel
- 2021 mien tuttelduuv, 23 Banner in der Hansestadt Stade
- 2020 F L Y - Arne Rautenberg betextet Werke der Sammlung, Städtische Galerie Delmenhorst
- 2020 Sammlung Reinking 01, WAI Woods Art Institute Wentorf bei Hamburg
- 2019 Galerie rotor, Steirischer Herbst Graz
- 2019 ABCDEFGHIJKLMNO, Bunker-D, Kiel
- 2018 luft auflösen (mit Anne Steinhagen), Kunstraum B Kiel
- 2017 für die schlabbergosch, Künstlerfahnenfestival Eppingen
- 2016 Ende vom Lied, Künstlerhaus Bethanien Berlin
- 2015 Von Wörtern und Räumen, Marstall Ahrensburg
- 2015 Heute war gestern, Skulpturhalle Basel
- 2014 heute darf ich, morgen muss ich, Umtrieb Galerie Kiel
- 2014 Verwandlung der Dinge, Sammlung Reinking, Weserburg Bremen
- 2014 Rautenberg und Tiemann in Kappeln, Kunsthaus Hänisch Kappeln
- 2013 10 Jahre Umtieb, die Jubiläumsfeier, Umtrieb Galerie Kiel
- 2012 Postkarte genügt! Umtrieb Galerie Kiel
- 2012 Hauser XII, Loft – Raum für Kunst & Gegenwart, Ansbach
- 2012 Regionale 1, Overbeck-Gesellschaft, Lübeck
- 2011 Jeder hat schon eine Ausrede warum er nicht berühmt wird, Lessingbad Kiel
- 2010 Verwehte Orte, Schloss Gottorf, Schleswig
- 2009 aayyaarrrrhh, Umtrieb Galerie Kiel
- 2008 Weltinventur, Reste (mit René Schoemakers), Literaturhaus Schleswig-Holstein Kiel
- 2008 Neue Kunst in alten Gärten (mit Alec Finlay), Gehrden-Lenthe
- 2008 spielend, Arthur Boskamp Stiftung Hohenwestedt
- 2008 Der Strich in der Landschaft, Neuer Botanischer Garten Kiel
- 2008 Werkschau VI, Umtrieb Galerie Kiel
- 2008 Privathaushalt (mit Birgit Rautenberg), Sparkassenstiftung Schleswig-Holstein Kiel
- 2007 Karl Fritsch & Friends - Kunst im kleinen Format, Overbeck-Gesellschaft Lübeck
- 2007 honey makes the world go round, Literaturhaus Schleswig-Holstein, Kiel
- 2007 leicht zufrieden, schwer glücklich (mit Katharina Jesdinsky), Umtrieb Galerie Salzau Umtrieb
- 2006 Kurzes Black und langes Out, Kunst & Co, Flensburg
- 2003 stehen im lauf der zeit (mit Brigit Rautenberg) Galerie Enja Wonneberger, Kiel
- 2000 Artgenda, Helsinki
- 2000 mehr lebensfreude, weniger harndrang, Robert-Musil-Museum, Klagenfurt
- 1998 Welt = Bude II, Künstlerhaus Wien
- 1996 Welt = Bude, Künstlerhaus Lauenburg
- 1993 T-Bild. Nikolaikirche Kiel
- 1990 Versuch mit Sternen zu angeln, Stadtgalerie Kiel

## Arbeiten in öffentlichen Sammlungen
- Sprengel Museum Hannover
- Stiftung Schleswig-Holsteinische Landesmuseen, Schloss-Gottorf
- Kunsthalle zu Kiel
- Museumsberg Flensburg
- Stadtgalerie Kiel
- Städtische Galerie Delmenhorst
- Sparkassenstiftung Schleswig-Holstein
- Woods Art Institut, Sammlung Reinking, Wendtorf bei Hamburg
- Stadtgalerie Eppingen
- Sammlung Fachhochschule Kiel
- Kunstgarten Mur Graz